# Arthropodologie
L'arthropodologie (venant du grec ἄρθρον - arthron, « articulé », et πούς, gen.: ποδός - pous, podos, « pied », ce qui, mis ensemble donne « pattes articulées » ) est une branche de la biologie consacrée à l'étude des arthropodes, un embranchement animal qui inclut les insectes, les arachnides, les crustacés, les myriapodes et d'autres animaux qui sont caractérisés par le fait d'avoir des pattes articulées.
L'arthropodologie est très importante en médecine, elle peut être aussi étudiée avec la parasitologie. En médecine, l'arthropodologie est axée sur l'étude des arthropodes parasites, pas uniquement en tant que parasites mais aussi comme transmetteurs de germes pathogènes. La première conférence annuelle sur l'arthropodologie en médecine a eu lieu à Madurai (Tamil Nadu) en 2007.